# Consenso de Lima
El Consenso de Lima consiste en la contribución regional adoptada durante la octava Conferencia Regional sobre la Mujer de América Latina y el Caribe, durante el período extraordinario de sesiones de la Asamblea General titulado La mujer en el año 2000: igualdad entre los géneros, desarrollo y paz para el siglo XXI. La Conferencia se celebró en Lima, Perú, entre el 8 y el 10 de febrero de 2000.

## Acuerdo
El acuerdo resalta varios puntos, entre ellos, exhortar a los gobiernos del área a ratificar la CEDAW, los acuerdos de la Convención de Belem do Pará y el Estatuto de la Corte Penal Internacional.